# Anicetus villarreali
Anicetus villarreali is een vliesvleugelig insect uit de familie Encyrtidae. De wetenschappelijke naam is voor het eerst geldig gepubliceerd in 2009 door Trjapitzin & Ruíz Cancino.